# Mark Sugden
Pour les articles homonymes, voir Sugden.
Pas d'image ? Cliquez ici

a Compétitions nationales et continentales officielles uniquement.

b Matchs officiels uniquement.
Mark Sugden, né le 11 février 1902 à Leek dans le Staffordshire, en Angleterre et mort le 21 janvier 1990 à Dartmouth, est un joueur de rugby à XV qui a évolué avec l'équipe d'Irlande au poste de demi de mêlée. 

## Carrière
Mark Sugden dispute son premier test match le 1er janvier 1925 contre l'équipe de France. Son dernier test match est contre l'équipe du pays de Galles le 14 mars 1931. Il remporte le Tournoi des Cinq Nations 1926 et celui de 1927. 

## Palmarès
- Vainqueur du Tournoi des Cinq Nations en 1926 et 1927

## Statistiques en équipe nationale
- 28 sélections en équipe nationale
- 9 points (3 essais)
- Sélections par années : 4 en 1925, 4 en 1926, 4 en 1927, 5 en 1928, 3 en 1929, 4 en 1930, 4 en 1931
- Tournois des Cinq Nations disputés: 1925, 1926, 1927, 1928, 1929, 1930, 1931